# Björn Holmér
Björn Holmér (født i Malmø) er en svensk programmør og hoveddesigner af computerspillet Hattrick og er også administrerende direktør for Extralives, firmaet bag Hattrick. Han er uddannet civilingeniør.